# Valcanville
Valcanville är en kommun i departementet Manche i regionen Normandie i norra Frankrike. Kommunen ligger i kantonen Quettehou som tillhör arrondissementet Cherbourg. År 2022 hade Valcanville 391 invånare.

## Befolkningsutveckling
Antalet invånare i kommunen Valcanville
| Referens: INSEE |